# Észak-Tirol

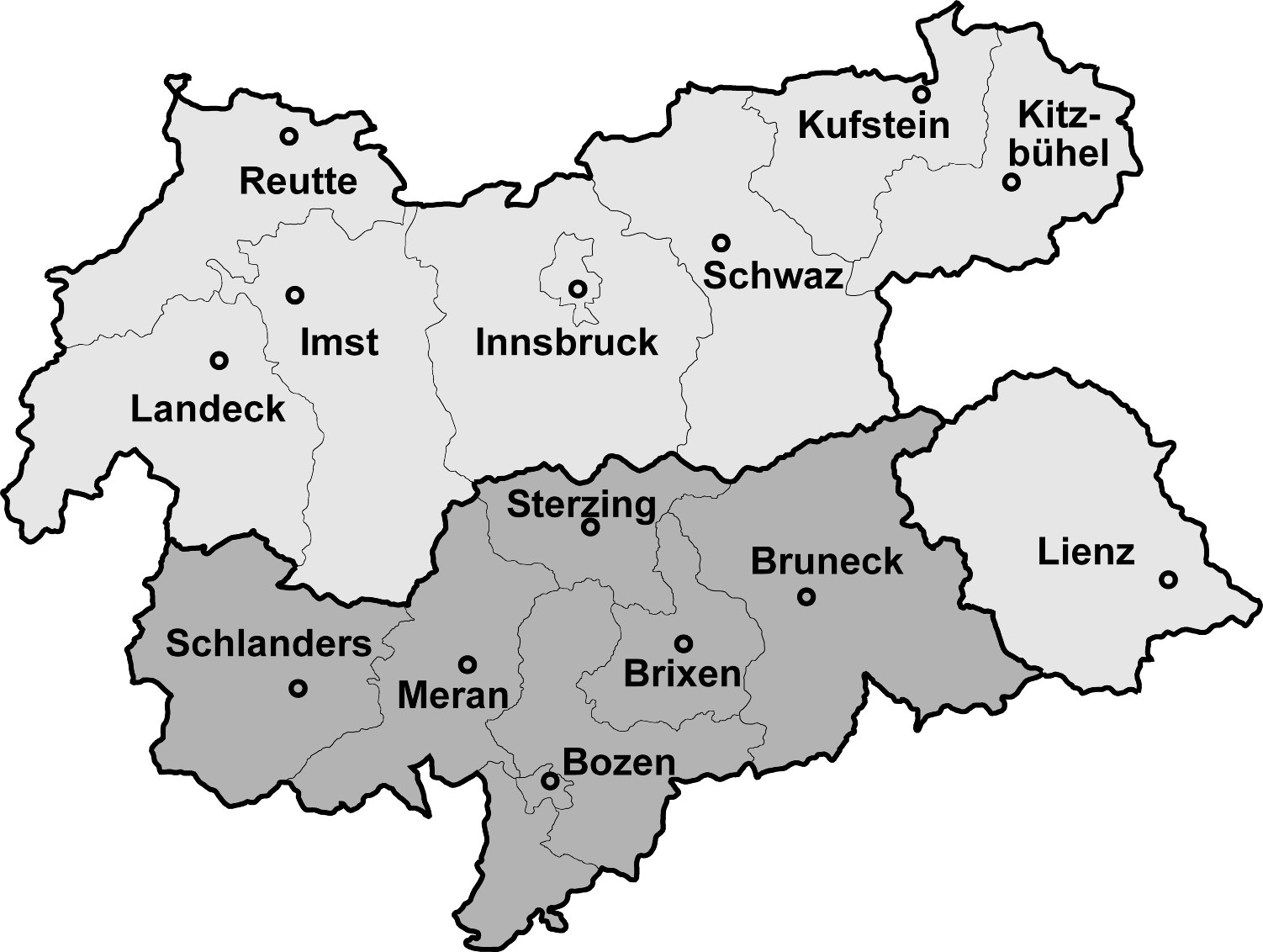
Tirol térképe, Észak-Tirollal, Kelet-Tirollal és Dél-Tirollal

Észak-Tirol a történelmi Tirol északi része, Ausztria nyugati részén helyezkedik el. Kelet-Tirollal nem határos, mivel Dél-Tirolt az első  világháború után az olaszok foglalták el, államhatárukat egészen Salzburg tartomány határáig tolták előre, így az egykor egységes Tirol tartomány három részre esett szét. 
Észak-Tirolt keletről Salzburg tartomány, északról Bajorország (Németország), nyugatról Vorarlberg és Graubünden svájci kanton, délről Dél-Tirol (Olaszország) határolja. A tartományrész központja Innsbruck.

## Közlekedés

### Vasút
Észak-Tirolt több jelentős vasútvonal érinti, mindegyik villamosított:
- a Kufstein–Innsbruck-vasútvonal
- a Salzburg–Tirol-vasútvonal Zell am See – Wörgl
- az Arlbergbahn Innsbruck – Bludenz
- a Brennerbahn: Innsbruck – Brenner és tovább
- a Mittenwaldbahn: Innsbruck – Mittenwald – Garmisch-Partenkirchen és tovább
- az Außerfernbahn: Garmisch-Partenkirchen – Reutte in Tirol – Pfronten és tovább

### Légi
Jelentős repülőtér csak Innsbruckban található.

## Lásd még
- Svájc kantonjainak listája